# Тајци
Тајланђани (тај. ไทยสยาม), кроз историју познатији и као народ Таи и Сијамци, су нација и етничка група чија је матична земља Тајланд, где чине око 75% становништва. Већином настањују његове централне делове. Припадају таи-кадаи породици народа. Укупно их има око 55 милиона, од тога 51.923.089 на Тајланду, 247.205 у САД, 101.992 у Јужној Кореји и 72.250 у Аустралији. Тајланђани претежно говоре тајландским језиком, који спада у таи-кадаи језичку породицу. У осталим државама света их има око 750.000. Већина Тајланђана исповеда теравада будизам.
После тајланђанских културних мандата, процес асимилације је учинио да термин Тајланђани означава све становнике Тајланда, без обзира какве су етничке припадности. На северу Тајланда живе народи исте породице народа, као што су Исанци и Лаошани, мада су и држављани кинеског порекла у мањем броју заступљени, као и Малајци на југу који исповедају ислам. Тајланђана ван Тајланда има око 1,1 милион. Тајланђани припадају монголоидној раси, којој припадају још и Бурманци, Кмери, Лаошани и Вијетнамци.
Верује се да су Тајланђани, као и остали таи-кадаи народи, стигли из јужне Кине (нарочито провинције Гуангси и Јунан) одакле порекло воде још аустронежански и аустроазијски народи. На подручје Тајланда су доспели пре око 2.500 година, али су касније стигли на ове територије у односу на Кмере и народ Мон. Стари Тајланђани су живели на просторима северног Тајланда и јужне Кине, одакле су населили и остале делове Тајланда.
Највећи тајландски град је Бангкок.